# 複屈折

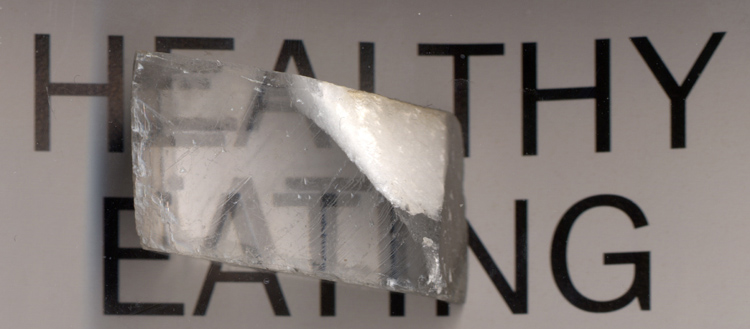
方解石の結晶を通すと、その下の文字が2つにずれて見える

複屈折（ふくくっせつ、英: Birefringence）とは、光線がある種の物質（例えば方解石という結晶）を透過したときに、その偏光の状態によって、2つの光線に分けられることをいう。それぞれは通常光線と異常光線と呼ばれ、光学軸に対する偏光方向（電場ベクトルの向き）が異なる。この現象は,それぞれの偏光の向きに対して2つの異なる物質の屈折率を与えることで説明される。物質を透過する時の光の速さが、透過する光の電場ベクトルの向きに依存していると言い換えることもできる。
複屈折性は次のように定量化される。
{\displaystyle \Delta n=n_{e}-n_{o}}
ここで {\displaystyle n_{o}} は通常光線についての屈折率、{\displaystyle n_{e}} は異常光線についての屈折率である。二つの光線についての屈折率は入射光が光学軸と同軸で入射するときは一致する。通常光線についての屈折率は入射光の光学軸に対する角度には依存しない。一方で、異常光線についての屈折率は入射光の光学軸に対する角度によって変化し、入射光と光学軸のなす角が垂直の時に最大になる。
もっと一般的には、異方的な誘電体の誘電率を2階のテンソル（3×3行列）で記述する。複屈折性の物質は実対称誘電率テンソル {\displaystyle \varepsilon } の特別な場合であり、3つの直交する偏極主軸についての固有値が {\displaystyle n_{o}^{2}}、{\displaystyle n_{o}^{2}}、および {\displaystyle n_{e}^{2}} であるものに対応する（または、光の伝播方向を固定して考え、残りの2つの軸だけを考えることもある）。
複屈折は原理的には誘電体だけではなく磁性体でも生じ得るが、透磁率は光の振動数の領域ではほとんど変化しない。
セロハン紙は、安価に手に入る複屈折性物質の一例である。
水晶球が本物であるかどうか判断する場合は、複屈折を確認するとよい。天然水晶の場合、複屈折により透過した景色の輪郭が滲んで見える。透明であっても、輪郭がにじまず明瞭に見える場合は、ガラス等の複屈折性のない物質だと区別できる。

## 材料の異方性以外に由来する光学複屈折
複屈折は異方性結晶に由来することが一般的だが、光学的に等方な材料から複屈折を発生させる方法として以下が挙げられる。
- 光弾性 : 等方性の材料に応力が加わったり、変形（引張りないしは曲げ）したりした時に、系の等方性が崩れる結果発生する。
- 旋光 : 光学活性のある分子の溶液などで、光学純度（鏡像体過剰率）に偏りがある場合に発生する。
- 構造複屈折 : 波長より小さい周期の構造に起因して発生する。例えば、円柱が波長より十分に小さい間隔で配列されている場合には円柱方向の屈折率と円柱に垂直な方向での屈折率が異なるようになる。また、波長より狭い間隔の溝が周期的に並んだ構造（ラインアンドスペース構造）があった場合には、溝と平行な方向と垂直な方向で屈折率が異なるようになる。メタマテリアルの一種。
- カー効果 : 外部から強い電場が印加された場合に、等方性材料中に電場の二乗に比例した複屈折が発生する。印加電場が光電場に由来する場合は特に光カー効果と呼ばれ、非線形光学効果の一種として扱われる。
- ファラデー効果 : 等方的な材料に磁場を印加することで、旋光性が発生する。磁場が印加されている時だけ、左円偏光における屈折率と、右円偏光における屈折率が異なるために光学的に活性になる。この光学活性は印加磁場を切ると直ちに失われる。
- 自発的ないしは強制的な配向 : 両親媒性分子や、脂質や、界面活性剤や、液晶を薄膜にした際に発生する。

## 関連記事
- 光学軸
- 結晶光学
- ジョン・カー
- 第二次高調波発生
- 方解石